# Чероки (окръг, Оклахома)
Вижте пояснителната страница за други значения на Чероки.
Окръг Чероки (на английски: Cherokee County) е окръг в щата Оклахома, Съединени американски щати. Площта му е 2010 km², а населението – 42 521 души (2000). Административен център е град Талъкуа.